# Warner Bros. Pictures
 (транскр.  Ворнер брос пикчерс) амерички је филмски студио чији је власник Warner Bros. Discovery. Седиште се налази у Бербанку.
Warner Bros. Pictures је тренутно један од пет студија који производе играни садржај у власништву Warner Bros. Motion Picture Group, док друга четири чине  New Line Cinema, DC Studios, Castle Rock Entertainment и Spyglass Media Group. Филм с највећом зарадом који је произвео Warner Bros. Pictures је Барби.